# Lista sloganurilor din campaniile prezidențiale americane

## 1840-1896

### 1840
- „ Tippecanoe și Tyler Too ” – sloganul prezidențial american al lui William Henry Harrison în 1840. [1] Tippecanoe a fost o faimoasă bătălie din 1811 în care Harrison a învins Tecumseh ; John Tyler era partenerul de campanie al lui Harrison.
- „ Trezorerie independentă și libertate” - Martin Van Buren [2]

### 1844
- „ 54-40 sau luptă ” - James K. Polk, subliniind poziția sa cu privire la soluționarea litigiului de limitare a teritoriului Oregon cu Imperiul Rus și Regatul Unit . [3]
- "Re-anexarea Texasului și reocuparea Oregonului" [4] - James K. Polk, atrăgând atenția asupra poziției sale privind anexarea Texas și întrebarea de graniță din Oregon.
- "Cine este James K. Polk?"  - Henry Clay, sugerând că Polk era necunoscut și deci neexperimentat și necalificat.
- "Uraaaa! Uraaa! Tara se ridica", pentru Henry Clay și Frelinghuysen! " - Henry Clay și alături de Theodore Frelinghuysen . [5] [6]

### 1848
- „Pentru președintele poporului” [4] - Zachary Taylor
- „ Trezoreria secundară și tariful din ’46 ” - Lewis Cass

### 1852
- „Te-am Polked în '44, te vom Pierce în '52" - 1852 sloganul prezidențial al campaniei americane a lui Franklin Pierce ; '44 s-a referit la alegerile din 1844 ale lui James K. Polk ca președinte.
- „Eroul multor bătălii”. - Winfield Scott
- „Primul în război, primul în pace” - Winfield Scott

### 1856
- „Pământ gratuit, muncă liberă, libertatea cuvântului, oameni liberi, Fremont” - 1856 sloganul prezidențial al campaniei americane a lui John Fremont
- „Fremont și libertate” - John Fremont
- "Ii vom Buck în '56" - James Buchanan, jucând pe "Old Buck", porecla asociată prenumelui său. (De asemenea, "Ne-am pozat în '44, i-am străpuns în '52 și îi vom scoate în '56". A se vedea Franklin Pierce, 1852.)

### 1860
- „ Votați-vă o fermă și cai ” - Abraham Lincoln, făcând referire la sprijinul republican pentru o lege care acordă case de locuit pe zonele de frontieră americane din Vest.
- „Onestul bătrân Abe” - Abraham Lincoln
- "Uniunea trebuie și va fi păstrată!" - Abraham Lincoln
- „ Protecție pentru industria americană” - Abraham Lincoln
- „Fidel Unirii și Constituției până la capăt”. - Stephen A. Douglas
- „Campionul suveranității populare ”. - Stephen A. Douglas
- „Uniunea acum și pentru totdeauna” - Stephen A. Douglas
- Uniunea și Constituția "- John Bell (De asemenea," John Bell și Constituția "și" Uniunea, Constituția și aplicarea legilor. ")

### 1864
- „Nu schimbați caii la jumătatea drumului” - Abraham Lincoln .
- „Unire, libertate, pace” - Abraham Lincoln
- „Pentru Uniune și Constituție” - Abraham Lincoln (De asemenea, „Uniunea și Constituția”)
- „O pace onorabilă, permanentă și fericită”. - George B. McClellan

### 1868
- „Lasă-ne să avem pace” - sloganul campaniei prezidențiale din 1868 al lui Ulysses S. Grant
- „Votează ca împușcând” - sloganul campaniei prezidențiale din 1868 al lui Ulysses S. Grant
- "Pace, uniune și guvern constituțional." - Horatio Seymour

### 1872
- „Acordă-ne un alt termen” - Ulysses S. Grant [7]
- „Turn the Rascals Out” - 1872, sloganul Horace Greeley împotriva Grantismului .
- „Amnistie universală, sufragiu imparțial” - sloganul Greeley care arată sprijinul reconcilierii cu foștii membri ai Confederației .

### 1876
- „Tilden și Reforma” - Samuel Tilden
- „Onestul Sam Tilden” - Samuel Tilden
- "Tilden sau sânge!" - Sloganul 1877 al susținătorilor Tilden în timpul conflictului care a dus la Compromisul din 1877
- "Hayes adevăratul și prea Wheeler" - Slogan și titlul melodiei de campanie pentru Rutherford B. Hayes și William A. Wheeler, cu melodie adaptată din 1840 "Tippecanoe și Tyler de asemenea".
- "Băieții în albastru votează pentru Hayes și Wheeler" - Hayes apelează la colegii veterani ai armatei Uniunii .

### 1884
- „Rum, romanism și rebeliune” - atac republican din cauza presupusului sprijin democrat pentru consumul de băuturi alcoolice, imigranți catolici și confederație .
- "Mamă, unde e Tatăl meu?" - Folosit de susținătorii lui James G. Blaine împotriva lui Grover Cleveland . Sloganul s-a referit la acuzația potrivit căreia Cleveland a născut un copil nelegitim. Când Cleveland a fost ales, susținătorii săi au adăugat „Plecat la Casa Albă, Ha, Ha, Ha!”
- "Arde această scrisoare!" - Atacul susținătorilor de la Cleveland împotriva presupusei corupții a lui Blaine, citând o linie din corespondența Blaine care a devenit publică.
- "Spune adevărul!" - Sfaturile lui Cleveland către susținătorii săi după ce afirmațiile copilului său nelegitim au ieșit la iveală.
- "Blaine, Blaine, James G. Blaine! Mincinosul continental din statul Maine!" - Atacul de campanie din Cleveland împotriva presupusei corupții a lui Blaine în birou.

### 1888
- „Republicanism întinerit” [4] - Benjamin Harrison
- "Pălăria bunicului se potrivește cu Ben!" [8] - Benjamin Harrison, referindu-se la bunicul său, William Henry Harrison
- „Impozitarea inutilă oprimă industria”. - Grover Cleveland
- "Reduceți tariful pentru necesitățile vieții." - Grover Cleveland

- "Alegerea noastră: Cleve și Steve." - Grover Cleveland și Adlai Stevenson
- „Reforma tarifară” - Grover Cleveland
- „Fără Force Bill.”. - Grover Cleveland (la care au adăugat democrații sudici „No Black Domination!”)
- „Harrison și protecție”. - Benjamin Harrison
- „Protecție-Reciprocitate-Bani cinstiți” - Benjamin Harrison

### 1896
- „Patriotism, protecție și prosperitate” [4] - William McKinley
- „Fără cruce de aur, fără coroana de spini”. - William Jennings Bryan

## 1900-1996

### 1900
- „Încă patru ani din pachetul de cină complet” - William McKinley
- „Lasă suficientul bine în pace” - William McKinley
- "Libertatea. Dreptatea. Umanitatea." - William Jennings Bryan
- „Drepturi egale pentru toți, privilegii speciale pentru nimeni” - William Jennings Bryan

### 1904
- „Pentru a asigura continuarea prosperității” - Theodore Roosevelt
- "Unitate națională. Prosperitate. Progres." - Theodore Roosevelt
- „Alegerea poporului” - Alton B. Parker

### 1908
- „O afacere pentru toți” - William Howard Taft
- „Întâmpinând viitorul” - William Jennings Bryan

### 1912
- „Este corect să-l lăsam pe Taft în scaun” - William Howard Taft
- „Câștigă cu Wilson” - Woodrow Wilson
- „Votează pentru 8 ore Wilson” - Woodrow Wilson
- „Sunt pentru Wilson și o zi de 8 ore” - Woodrow Wilson
- „Omul celor opt ore din zi” - Woodrow Wilson
- „O afacere bună peste tot” - Theodore Roosevelt

### 1916
- „America mai întâi și o Americă eficientă” - Charles Evans Hughes
- „El ne-a ferit de război”. - Sloganul campaniei prezidențiale americane Woodrow Wilson 1916
- „A dovedit că stiloul este mai puternic decât sabia”. - Sloganul campaniei prezidențiale americane Woodrow Wilson 1916
- "Război în est, pace în vest, mulțumesc Domnului pentru Woodrow Wilson." - Sloganul campaniei prezidențiale americane Woodrow Wilson 1916
- „Război în Europa - Pace în America - Dumnezeu să-l binecuvânteze pe Wilson” - Woodrow Wilson 1916 sloganul campaniei prezidențiale din SUA

### 1920
- " Întoarcerea la normalitate " - 1920 Tema campaniei prezidențiale din SUA, Warren G. Harding, referindu-se la revenirea la vremurile normale după primul război mondial.
- "America mai întâi" - 1920 tema tematică a campaniei prezidențiale a Warren G. Harding din SUA, atingând un sentiment izolaționist și anti-imigrant după primul război mondial [9]
- "Pace. Progres. Prosperitate." - James M. Cox
- „De la închisoarea din Atlanta la Casa Albă, 1920.” - Eugene V. Debs [10]

### 1924
- „Stăm calmi și-l ținem pe Coolidge” - sloganul campaniei prezidențiale din 1924 al lui Calvin Coolidge .
- "Zile oneste cu Davis" - John W. Davis (folosit de obicei în combinație cu o ilustrație a Teapot Rock pentru a evidenția scandalul Teapot Dome .)

### 1928
- - Cine altcineva decât Hoover? - Sloganul campaniei prezidențiale a SUA din 1928 a lui Herbert Hoover . [11]
- „Un pui în fiecare oală și o mașină în fiecare garaj” - Versiunea citată în mod obișnuit a unei cereri afirmate într-un pliant al Partidului Republican în numele campaniei prezidențiale americane din 1928, Herbert Hoover . [12]
- "Sincer. Capabil. Neînfricat." - Al Smith
- „Toate pentru„ Al ”și„ Al ”pentru toți”. - Al Smith
- „Faceți-vă visele să devină realitate”. - Al Smith, referindu-se la poziția sa în favoarea abrogării Interzicerii .

### 1932
- „Zilele fericite sunt aici din nou” - sloganul 1932 al candidatului la președinția democrat Franklin D. Roosevelt .
- „Ne întoarcem la bunăstare” - sloganul campaniei din 1932 în adâncul Marii Depresii de către președintele republican Herbert Hoover.

### 1936
- „Învinge Noua Învoială și cheltuielile sale imprudente” - 1936 sloganul prezidențial al campaniei americane a Alfred M. Landon
- „Să pășim pe altă punte” - sloganul campaniei prezidențiale din SUA din 1936 al Alfred M. Landon, folosind o metaforă a jocurilor de cărți pentru a răspunde metaforei „noi acorduri” a lui Franklin D. Roosevelt
- "Hai să-l facem un Landon-Slide" - 1936 sloganul prezidențial al campaniei americane din Alfred M. Landon
- „Viața, libertatea și Landonul” - 1936 sloganul prezidențial al campaniei americane din Alfred M. Landon
- "Amintiți-vă de Hoover!" - 1936 sloganul campaniei prezidențiale a SUA a lui Franklin D. Roosevelt
- „Înainte cu Roosevelt” - Franklin Roosevelt

### 1940
- „Nu, pentru al treilea termen” - 1940 sloganul campaniei prezidențiale din SUA al lui Wendell L. Willkie
- „Nici al patrulea termen” - Wendell Willkie
- „Roosevelt pentru ex-președinte” - 1940 sloganul prezidențial al campaniei americane a Wendell Willkie
- „Nu există un om indispensabil” - 1940 sloganul campaniei prezidențiale din SUA, al lui Wendell L. Willkie
- „Noi vrem Willkie” - 1940 sloganul prezidențial al campaniei americane a Wendell L. Willkie
- „Câștigă cu Willkie” - 1940 sloganul campaniei prezidențiale din SUA al lui Wendell L. Willkie
- „Mai bine un al treilea mandat decât un al treilea călător” - 1940 sloganul prezidențial al campaniei americane a lui Franklin D. Roosevelt
- "Vreau Roosevelt din nou!" - Franklin Roosevelt
- „Willkie pentru milionari, Roosevelt pentru milioane” - Franklin Roosevelt
- "Continuă cu Roosevelt" - Franklin Roosevelt

### 1944
- „Nu schimbați caii în mijlocul drumului” - 1944 sloganul prezidențial al campaniei americane a lui Franklin Roosevelt. Sloganul a fost folosit și de Abraham Lincoln la alegerile din 1864.
- „Vom câștiga acest război și pacea care urmează” - sloganul campaniei din 1944 în mijlocul celui de-al Doilea Război Mondial de către președintele democrat Franklin D. Roosevelt
- „Dewey or don't we” - Thomas E. Dewey

### 1948
- "Sunt doar sălbatic despre Harry" - 1948 sloganul prezidențial american al lui Harry S. Truman, preluat dintr-un titlu de melodie populară din 1921, scris de Noble Sissle și Eubie Blake
- "Toarnă-l, Harry!" - 1948 sloganul campaniei prezidențiale a SUA a lui Harry S. Truman
- "Dă-i dracu, Harry!" - Harry Truman.
- „Dewey-l cu Dewey” - Thomas E. Dewey
- „Câștigă cu Dewey” - Thomas E. Dewey
- „Intrați în lupta pentru drepturile statelor” - Strom Thurmond
- „Lucrează cu Wallace” - Henry A. Wallace
- „Muncă pentru pace” - Henry A. Wallace

### 1952
- „Îmi place Ike” - 1952 sloganul prezidențial al campaniei americane a lui Dwight D. Eisenhower
- „Toată calea cu Adlai” - Adlai Stevenson
- „Înainte cu Stevenson-Sparkman” - Adlai Stevenson și John Sparkman
- „Încă îmi place Ike” - 1956 sloganul campaniei prezidențiale din SUA al lui Dwight D. Eisenhower
- „Pace și prosperitate” - 1956 sloganul campaniei prezidențiale din SUA al lui Dwight D. Eisenhower
- „Adlai și Estes - Cel mai bun” - Adlai Stevenson și Estes Kefauver
- „Echipa câștigătoare” - Adlai Stevenson și Estes Kefauver

### 1960
- „Un timp pentru măreție 1960” - Tema campaniei prezidențiale a SUA a lui John F. Kennedy (Kennedy a folosit și „Putem fi mai bine” și „Leadership pentru anii 60”).
- „Pentru viitor” - Richard Nixon

### 1964
- „La tot pasul cu LBJ” - 1964 sloganul campaniei prezidențiale a Statelor Unite ale Americii, Lyndon B. Johnson
- „În inima ta, știi că are dreptate” - 1964 sloganul prezidențial al campaniei americane a lui Barry Goldwater
- "Instinctul îți spune ca e nărod" - sloganul campaniei prezidențiale din SUA din 1964 al susținătorilor Lyndon B. Johnson, răspunzând la sloganul lui Goldwater

### 1968
- „Unii oameni vorbesc despre schimbare, alții o provoacă” - Hubert Humphrey, 1968
- "De data aceasta, votează ca și cum toată lumea ta depindea de ea" - (1968) sloganul lui Richard Nixon ,
- „Pentru un nou început...“ - Eugene McCarthy 1968 [13]
- „Nixon e” - Richard M. Nixon, 1968

### 1972
- "Nixon acum" – Richard M. Nixon, 1972[14] (also, "Nixon Now, More than Ever")
- "Întoarce-te, America" – George McGovern, 1972[15]
- "Acid, amnistie și avort pentru toți" – 1972 anti-Democratic Party slogan, from a statement made to reporter Bob Novak by Missouri Senator Thomas F. Eagleton (as related in Novak's 2007 memoir, Prince of Darkness)
- "Dick Nixon Before He Dicks You" – Slogan popular anti-Nixon, 1972[16]
- "They can't lick our Dick" – Slogan popular de campanie pentru suporterii lui Nixon[17]
- "Nu schimba Dicks-ul în timpul înșurubării, votează pentru Nixon în '72" – Slogan popular de campanie pentru suporterii lui Nixon
- "Necumpărat și necondus" - slogan oficial de campanie pentru Shirley Chisolm

### 1976
- „Ne face mândri din nou” - Gerald Ford
- „Nu doar arahide” - Jimmy Carter [4]
- "Un lider, pentru schimbare" (de asemenea, "Leaders, for a Change") - Jimmy Carter
- "De ce nu cel mai bun?" - Jimmy Carter
- "Piersici și frișcă" - Jimmy Carter (din Georgia) și colegul de conducere Walter Mondale (din Minnesota)

### 1980
- "O duci mai bine decât acum patru ani?" - Ronald Reagan
- "Să facem America măreață din nou" - Ronald Reagan [18]
- „O echipă testată și de încredere” - Jimmy Carter și Walter Mondale

### 1984
- „Este dimineață din nou în America” - Ronald Reagan
- "Pentru noua conducere" (de asemenea, "America are nevoie de o noua conducere") - Walter Mondale
- " Unde este carnea de vită? " - Walter Mondale . Un slogan publicitar folosit de lanțul de restaurante Wendy pentru a presupune că concurenții săi serveau sandvișuri cu conținut relativ mic de vită. Folosit de Mondale pentru a implica faptul că politicile de program ale candidatului rival Gary Hart nu aveau fond.

### 1988
- „Un lider pentru America” - Robert J. Dole
- „Kinder, Gentler Nation” - George HW Bush [4]
- Mii de puncte de lumină - George HW Bush
- „Citiți-mi buzele, fără alte taxe” - George Herbert Walker Bush
- „De partea ta” - Michael Dukakis
- „Păstrează speranța vie” - Jessie Jackson

### 1992
- „Pentru oameni, pentru o schimbare” - sloganul campaniei prezidențiale din 1992 al SUA al lui Bill Clinton
- „E timpul să schimbăm America” - o temă a campaniei prezidențiale din 1992 a SUA, a lui Bill Clinton
- „Punerea oamenilor pe primul loc” - sloganul campaniei prezidențiale din 1992 al SUA al lui Bill Clinton
- „ Este economia, o prostie ” - destinată inițial unei audiențe interne, a devenit sloganul de facto pentru campania Bill Clinton
- „Stați lângă președinte” - George HW Bush
- „O mândră tradiție” - George HW Bush
- „Nu schimbați echipa în mijlocul fluxului” - George HW Bush și Dan Quayle
- „America întâi” - Pat Buchanan
- „Jos regele George” - Pat Buchanan, cu referire la Bush
- „Trimiteți un mesaj lui Bush” - Pat Buchanan
- „Conservatorul inimii” - Pat Buchanan
- „O voce pentru cei fără glas” - Pat Buchanan
- "Ross for Boss" - Ross Perot
- "Sunt Ross, iar tu ești șeful!" - Ross Perot
- „Conducere pentru o schimbare - Ross Perot
- „Construirea unui pod către secolul XXI” - Bill Clinton
- „Bob Dole. Un om mai bun. For a Better America "sau" The Better Man for a Better America "- Bob Dole
- „Go Pat Go” - Pat Buchanan

## 2000-prezent

### 2000
- „Conducere pentru noul mileniu” - Campania prezidențială Al Gore
- „Prosperitate și progres” - slogan alternativ al campaniei prezidențiale Al Gore
- „Conservatorismul compasionat” - campania prezidențială George W. Bush
- „Reformatorul cu rezultate” - Campania prezidențială George W. Bush

### 2004
- „O lume mai sigură și o Americă mai plină de speranță” - Campania prezidențială a lui George W. Bush
- „O America mai puternică” - John Kerry 2004
- „Let America Be America Again” - slogan alternativ al campaniei prezidențiale John Kerry
- „Dean for America” - sloganul campaniei Howard Dean
- "Pyaah!" - Sloganul campaniei Howard Dean

### 2008
- „ Da We Can ” - scandarea campaniei Barack Obama, 2008
- „Suntem cei pe care i-am așteptat”. - 2008 SUA prezidențial SUA strigarea campaniei Barack Obama în timpul convenției democratice din Denver.
- „Schimbăm în care putem crede”. De asemenea, pur și simplu: „Schimbare”. - 2008 sloganul campaniei prezidențiale a SUA a lui Barack Obama
- „Schimbare de care avem nevoie”. și „Schimbare”. - 2008 sloganul campaniei prezidențiale a SUA a lui Barack Obama în timpul alegerilor generale.
- „Făcut! Gata de plecare!" - Cântarea campaniei Barack Obama, 2008
- „Speranța” - sloganul campaniei prezidențiale din 2008 al SUA al lui Barack Obama în timpul alegerilor generale.
- „Țara întâi” - sloganul campaniei prezidențiale a SUA din 2008 a lui John McCain
- "Reforma, prosperitatea și pacea" - 2008 Motto-ul prezidențial american al lui John McCain. [19]
- „People Fighting Back” și „We will combat back” - sloganul campaniei Ralph Nader
- „Gata pentru schimbare, gata să conduc” - sloganul campaniei Hillary Clinton, de asemenea, „mari provocări, soluții reale: timpul să alegeți un președinte”, „să câștigați”, „să lucrați pentru schimbare, să lucrați pentru voi” și „puterea și experiență pentru ca schimbarea să se întâmple ”. [20]

### 2012

#### Candidații Partidului Democrat
- „Înainte” - 2012 sloganul prezidențial al SUA al Barack Obama.

#### Candidații Partidului Republican
- „Credeți în America” - 2012 sloganul prezidențial american al lui Mitt Romney .
- „America's Comeback Team” - sloganul prezidențial al SUA din 2012 al lui Mitt Romney, după ce l -a ales pe Paul Ryan ca partener de conducere
- „Obama nu funcționează” - sloganul folosit de campania din 2012 a lui Mitt Romney, decolarea „ Laboratorul nu funcționează ”, o campanie similară folosită anterior de Partidul Conservator Britanic
- „Restorează-ne viitorul” - sloganul folosit de campania Mitt Romney din 2012
- „Curajul de a lupta pentru America” - sloganul prezidențial al SUA 2012 al lui Rick Santorum .
- „Restore America Now” - sloganul prezidențial al SUA din 2012 al lui Ron Paul .

#### Candidații Partidului Libertar
- „Președintele poporului” - sloganul campaniei Gary Johnson
- „Live Free” - sloganul campaniei Gary Johnson

#### Candidații Partidului Verde
- „A Green New Deal for America” - sloganul oficial al campaniei Jill Stein

#### Candidați la Partidul Constituției
- „Probleme de cetățenie” - sloganul campaniei Virgil Goode

### 2016

#### Candidații Partidului Republican
- " Faceți din nou America mare !" - folosit de campania lui Donald Trump (folosit anterior de Ronald Reagan la alegerile din 1980). [18]
- „Un nou secol american” - folosit de campania lui Marco Rubio .
- „Conservatorii curajoși” și „Regatul promisiunii Americii” - folosiți de campania lui Ted Cruz, de asemenea „TRUS TED ”, „Un timp pentru adevăr” și „Învingeți cartelul de la Washington”
- "Jeb!" , "Jeb îl poate repara" și "All in for Jeb" - folosiți de campania lui Jeb Bush . [21] asemenea, „Dreptul la creștere” și „Lent și constant câștigă cursa” [22]
- "Vindeca. A inspira. Revive. "- folosit de campania lui Ben Carson .
- „De la Hope to Higher Ground” - folosit de campania lui Mike Huckabee . [23]
- „Posibilități noi. Real Leadership ". - folosit de campania lui Carly Fiorina . [24] [25] [26]
- „Învingeți mașina de la Washington. Dezlănțuiți visul american. "- folosit de campania lui Rand Paul [27] [28]
- „Bronzat, odihnit, gata.” - folosit de campania lui Bobby Jindal
- „Spune-i așa cum este.” - folosit de campania lui Chris Christie
- „Kasich For America” sau „Kasich For SUA” - folosit de campania lui John Kasich

#### Candidații Partidului Libertarian
- „Cea mai bună America a noastră!” - folosit de campania lui Gary Johnson
- "Live Free" - folosit de campania lui Gary Johnson
- "#TeamGov" - folosit de campania lui Gary Johnson
- „Fii Libertarian cu mine” - folosit de campania lui Gary Johnson
- "Tu intri?" - folosit de campania lui Gary Johnson
- „Face America Sane Again” - slogan comun dar neoficial în sprijinul campaniei lui Gary Johnson
- "Preluarea guvernului pentru a lăsa pe toată lumea în pace" - folosit de campania lui Austin Petersen

#### Candidații Partidului Democrat
- „A Future To Believe In” - folosit de campania lui Bernie Sanders ; un slogan comun, dar neoficial folosit de suporteri a fost „Feel The Berna”
- "Hillary For America" - folosit de campania lui Hillary Clinton
- "Forward Together" - folosit de campania lui Hillary Clinton, în partea de mers a autobuzului ei.
- "Luptă pentru noi" - folosit de campania lui Hillary Clinton
- „Sunt cu ea” - folosit de campania lui Hillary Clinton
- „Stronger Together” - folosit de campania lui Hillary Clinton
- "Când merg jos, mergem sus" - folosit de Michelle Obama și adoptat de campania lui Hillary Clinton [29]
- "Love Trumps Hate" - folosit de campania lui Hillary Clinton

#### Candidații Partidului Verde
- „Este în mâinile noastre” - folosit de campania lui Jill Stein .

#### Independentii
- „Nu este niciodată prea târziu pentru a face ceea ce trebuie” - folosit de Evan McMullin

### 2020

#### Candidații Partidului Republican
- „Face America Great Again” - folosită de campania lui Donald Trump
- "Promisiuni făcute, promisiuni păstrate" - folosit în campania lui Donald Trump
- „Keep America Great” - folosit de campania lui Donald Trump
- „Cumpără american, închiriază american” - folosit de campania lui Donald Trump
- „Fă-ți fermierii mari din nou” - folosit de campania lui Donald Trump
- „Construiți zidul și crima va cădea” - folosit de campania lui Donald Trump
- „Construiți zidul, salvați-ne pe toți” - folosit de campania lui Donald Trump

#### Candidații Partidului Democrat
- „Pentru toată lumea” - folosit de campania lui Joe Biden
- "Câștigă cu Warren" - folosit de campania lui Elizabeth Warren
- „O națiune. Un destin. "- folosit de campania lui Julian Castro
- „Focus on the Future” - folosit de campania lui John Delaney
- „Conduce cu dragoste” - folosit de campania lui Tulsi Gabbard
- "Pentru popor" - folosit de campania lui Kamala Harris
- „Ne ridicam” - folosit de campania lui Cory Booker
- "Nu eu. Noi. "- folosit de campania lui Bernie Sanders
- "Suntem în asta împreună." - folosit de campania lui Beto O'Rourke
- „Câștiguri vitejești” - folosit de campania lui Kirsten Gillibrand
- „Momentul nostru” - folosit de campania lui Jay Inslee
- „Umanitatea mai întâi” - folosit de campania lui Andrew Yang
- "Alătură-te Evoluției!" - folosit de campania lui Marianne Williamson
- "Un nou început pentru America" - folosit de campania lui Pete Buttigieg
- „Viitorul nostru este acum” - folosit de campania lui Tim Ryan
- „Construind oportunitatea împreună” - folosit de campania lui Michael Bennet
- „Țintește departe. Fi îndrăzneț. Fă bine. "- folosit de campania lui Eric Swalwell
- „Muncitorii mai întâi” - folosit de campania lui Bill de Blasio
- "A sta drept" - folosit de campania lui John Hickenlooper
- "Stop imperiului american" - folosit de campania lui Mike Gravel

#### Candidații la Partidul Libertarian
- „Nu votați McAfee” - folosit de campania lui John McAfee
- "Avansam libertatea" - folosit de campania lui Arvin Vohra